# Marco Andreolli
Marco Andreolli (Ponte dell'Olio, 10 juni 1986) is een Italiaans voetballer die bij voorkeur als centrale middenvelder speelt. Hij verruilde Internazionale in juli 2017 transfervrij voor Cagliari.

## Carrière
Andreolli begon voetbal te spelen in de jeugd van Padova. Dat was voor hij tekende bij Inter in 2003. Hij maakte zijn debuut in de Serie A tegen Reggina in mei 2005. Hij was toen 18 jaar oud. Op 29 november 2006 maakte hij zijn eerste professionele goal, in de 6e minuut tegen Messina in de Coppa Italia. Op 27 juli 2007 tekende hij een contract bij AS Roma. Hij werd toen uitgeleend in de tweede helft van het seizoen 2007/08, aan Vicenza (Serie B). Op 22 oktober 2009 maakte hij in de 94ste minuut de gelijkmaker tegen Fulham in een wedstrijd in de groepsfase van de UEFA Europa League.

## Erelijst
| Kampioen Serie A | 2x | 2005/06, 2006/07 |
| Coppa Italia     | 1x | 2005/06          |
| Supercoppa       | 1x | 2006             |

1 Ciocci ·
3 Augello ·
6 Luperto ·
8 Adopo ·
9 Lapadula ·
10 Viola ·
14 Deiola ·
16 Prati ·
18 Marin ·
19 Zortea ·
21 Jankto ·
22 Scuffet ·
23 Wieteska ·
24 Palomino ·
26 Mina ·
28 Zappa ·
29 Makoumbou ·
30 Pavoletti  ·
33 Obert ·
37 Azzi ·
70 Gaetano ·
71 Sherri ·
77 Luvumbo ·
80 Mutandwa ·
91 Piccoli ·
97 Felici ·
Coach: Nicola